# IC 896
IC 896 је елиптична галаксија у сазвјежђу Дјевица која се налази на листи објеката дубоког неба у Индекс каталогу.
Деклинација објекта је + 4° 52' 8" а ректасцензија 13h 34m 10,1s. Привидна величина (магнитуда) објекта IC 896 износи 13,8 а фотографска магнитуда 14,8. IC 896 је још познат и под ознакама UGC 8545, MCG 1-35-7, CGCG 45-27, NPM1G +05.0391, PGC 47794.